# 37 Pułk Piechoty (Imperium Rosyjskie)
37 Jekaterynburski pułk piechoty (ros. 37-й пехотный Екатеринбургский полк) – oddział piechoty okresu Imperium Rosyjskiego, sformowany 29 listopada 1796 na rozkaz cara Pawła I.
Pułk wziął udział w działaniach zbrojnych wojen napoleońskich, wojny krymskiej i I wojny światowej. Został rozformowany w 1918.

## Formowanie
Sformowany 29 listopada 1796 jako Jekaterynburski pułk muszkieterów,
- 31 października 1798 przyjął nazwę: pułk muszkieterów Generała Pewcowa,
- 28 marca 1801 przyjął nazwę Jekaterynburski pułk muszkieterów,
- 22 lutego 1811 przyjął nazwę Jekaterynburski pułk piechoty,
- 20 maja 1857 przyjął nazwę: Jekaterynburski Pułk Piechoty Jego Cesarskiej Wysokości Wielkiego Księcia Aleksego Aleksandrowicza,
- 25 marca 1864 przyjął nazwę: 37 Jekaterynburski Pułk Piechoty Jego Cesarskiej Wysokości Wielkiego Księcia Aleksego Aleksandrowicza,
- 16 listopada 1908 przyjął nazwę: 37 Jekaterynburski pułk piechoty,

Rozformowany w marcu 1918.

## Przyporządkowanie 1 stycznia 1914
- 5 Korpus Armijny (5 АК, 5 армейский корпус), Woroneż
  - 10 Dywizja Piechoty (10-я пехотная дивизия), Niżny Nowogród
    - 1 Brygada Piechoty - Niżny Nowogród
      - 37 Jekaterynburski pułk piechoty

## Historia
29 listopada?/10 grudnia 1796 car Paweł I wydał rozkaz sformowania Jekaterynburskiego Pułku Muszkieterów z 5. i 6. Batalionu Syberyjskiego, stacjonujących dotychczas na linii syberyjskiej. Bataliony dotarły do Jekaterynburga. Pułk został podzielony na dwa bataliony, a każdy z nich składał się z 5 rot muszkieterów i jednej roty grenadierów) . W kwietniu 1802 zwiększono liczebność pułku do dwóch batalionów muszkieterów i jednego grenadierów. 13 czerwca 1806 z pułku zostały wydzielone trzy roty w celu utworzenia 25 Pułku Jegrów, a 16 sierpnia osiem rot, z których utworzono Kamczacki pułk muszkieterów i Mingrelski pułk muszkieterów. W 1810 pułk został przeniesiony do Woroneża. W 1811 pułk został powiększony o czwarty batalion, rezerwowy. W skład każdego batalionu wchodziły 4 roty muszkieterów i jedna rota grenadierów.
W 1812 wszedł w skład 23 dywizji IV Korpusu Piechoty I Armii Zachodu. 25 lipca 1812 pułk przeszedł chrzest bojowy w bitwie pod Ostrownem . 18 sierpnia pułk poniósł duże straty w bitwie pod Walutino. W bitwie pod Borodino bronił wsi Gorki, podczas której zginęło 2 oficerów, 2 podoficerów i 54 żołnierzy, a 241 zaginęło . Następnie pułk brał udział w oblężeniu Wiaźmy, bitwie nad Kaczawą, bitwie pod Lipskiem, zdobyciu Reims oraz oblężeniu Paryża, dokonując ofensywy na Porte St. Denis, Barrière de Clichy i wzgórze Montmartre’u .
W 1815 pułk powrócił do Rosji, a w latach 1828-29 brał udział w wojnie rosyjsko-tureckiej. 28 stycznia 1833 przyłączono do pułku 1. i 3. batalion 33 pułku jegrów, który został rozwiązany. 30 marca tego samego pułkowi, jako kontynuatorowi tradycji 33 pułku jegrów, została przekazana srebrna trąbka z napisem „Za zdobycie Montmartre’u 18 marca 1814”.
Pułk brał udział w działaniach zbrojnych w Mołdawii, z której został przerzucony do Sewastopola. Pułk wszedł w skład 10 Dywizji i 2 listopada stoczył pierwszą walkę podczas obrony Sewastopola. 5 listopada uczestniczył w bitwie pod Inkermanem. Po klęsce ponownie powrócił do Sewastopola, gdzie bronił czwartego bastionu, aż do 25 kwietnia 1855, kiedy to poniósł duże straty, w tym zginął dowódca pułku, i został przeniesiony do rezerwy, tam przegrupowany w dwa bataliony, które ponownie wzięły udział w walce w maju tego samego. 8 września pułk przeszedł na północną stronę miasta. Za bohaterską obronę miasta wszystkie bataliony otrzymały prawo zawieszania na swoich sztandarach wstęgi św. Jerzego z napisem „Za Sewastopol w 1854 i 1855”.

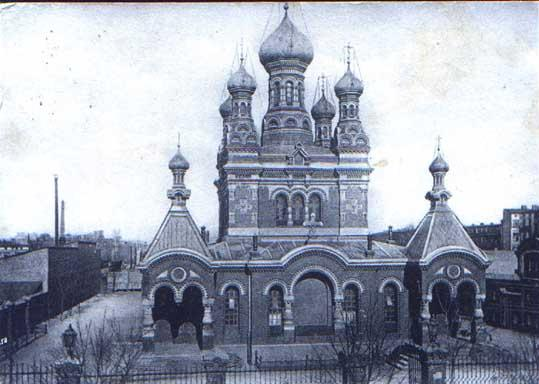
Cerkiew św. Aleksego w Łodzi w 1906

Po wojnie pułk został zakwaterowany w Łodzi. 25 października 1863 z 4 Batalionu Rezerwowego utworzono Jekaterynburski rezerwowy pułk piechoty , do którego przeniesiono również żołnierzy z 5 i 6 batalionu. Początkowo żołnierze rozlokowani byli w budynkach wynajmowanych od prywatnych właścicieli. 29 listopada?/11 grudnia 1896 pułk obchodził 100. rocznicę powstania. Z tej okazji Rada Miasta Jekaterynburga ufundowała sztandar pułku, który rozkazem cara Mikołaja II został udekorowany Wstęgą Świętego Jerzego z napisem За отличие в 1814 году против Французов и за Севастополь в 1854 и 1855 годах (Za zasługi w 1814 przeciw Francuzom i za Sewastopol w latach 1854 i 1855) i 1796-1896 oraz Jubileuszową Wstęgą Aleksandra.
W 1892 pułk pod dowództwem Nikołaja Bołtina uczestniczył w krwawym tłumieniu buntu łódzkiego – powszechnego strajku obejmującego 30-60 tysięcy robotników. Został też wysłany do opanowania sytuacji w Zgierzu.
W 1864 r. w Łodzi z okazji jubileuszu pułku wzniesiono cerkiew garnizonową św. Aleksego. Głównymi fundatorami cerkwi byli łódzcy fabrykanci, m.in. Juliusz Heinzel i Juliusz Kunitzer.
W II połowie lat 90. XIX wieku na potrzeby pułku zostały wzniesione koszary przy ulicy Konstantynowskiej 60/64 i 81/83 .
W 1904 na rozkaz władz carskich pułk wysłał 35 oficerów i 1134 żołnierzy na wojnę z Japonią. W 1905 początkowo brał udział w tłumieniu strajków robotniczych, jednak z powodów narastającej sympatii do robotników wśród żołnierzy został wycofany do koszar . W 1907 pułk przeniesiono do Niżnego Nowogrodu. 5 maja?/18 maja 1912 została ustanowiona odznaka pamiątkowa .

W  lipcu 1914, na bazie zalążków wydzielonych z pułku, w ramach 2 fali mobilizacyjnej, sformowany został rezerwowy 241 pułk piechoty.
W sierpniu 1914 pułk przekroczył granicę z Austrią i brał udział w bitwie galicyjskiej , tocząc bój pod Tomaszowem, następnie przerzucony został koleją do Dęblina, gdzie brał udział w bitwie pod Warszawą i Iwanogrodem. Następnie przeniesiony do 45 Korpusu Armijnego brał udział w ofensywie Brusiłowa . W lutym 1917 wszedł w skład 34 Korpusu Specjalnej Armii. W styczniu 1918 na rozkaz rządu radzieckiego pułk powrócił do garnizonu w Niżnym Nowogrodzie, gdzie został rozwiązany w marcu 1918 .

## Dowództwo
Szefowie pułku:

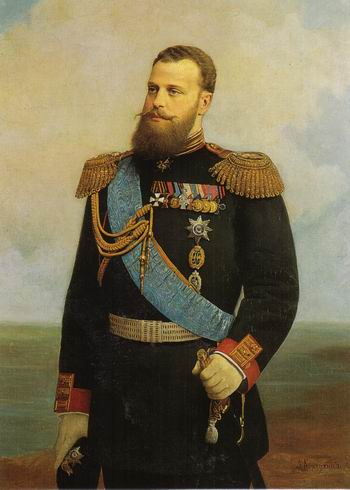
Wlk. Ks. Aleksy Aleksandrowicz - patron 37 Jekaterynburskiego Pułku Piechoty

- generał-porucznik Jakub Wasiljewicz Bouver (1796 – 1798)[4]
- generał-major Kuprijanow (1798)[4]
- generał-major Aleksiej Gorczakow (1798)[4] [5]
- generał-major Aggeusz Pewcow (1798 – 1808)[4]
- generał-major książę Iwan Stefanowicz Gurielow (1812 – 1814)[4]
- wielki książę Aleksy Aleksandrowicz (1857 – 1908)[4] [5]

Dowódcy:
- płk Gabriel Aleksiejewicz Kropotow (29.11.1796 – 02.12.1797)[4]
- mjr Wasyl Iwanowicz (13.08.1812 – 01.06.1815)[b][4]
- Aleksander Filipowicz Astafjew (1821- ?)[4]
- płk Ludwig Roth (1832 – 1840)
- płk Paweł Uważnow-Aleksandrow (? – 24.10.1854)[4]
- płk P. O. Bagajewski (1854 – 13.04.1855)[4]
- płk Władimir Nikołajewicz Wieriowkin (04.1855 – 13.05.1863)[4] [5]
- płk Otto von Talberg (2.03.1873 – 14.09.1877)[5]
- płk Rafał Nikołajewicz Fleischer (07.08.1895 – 01.12.1902)[5]
- płk Konstanty Władimirowicz Asmus (20.03.1906 – 22.05.1910)[5]
- płk Mikołaj Christoforowicz Kałaczow (29.05.1910 – 29.01.1913)[5]
- płk Konstanty Moldenhower (23.02.1913 – 20.12.1914)[4] [5]
- płk Makary Nikiticz Jaroszewski (1914 – 24.05.1915)[4]
- płk Piotr Nikiticz Burow (10.06.1915 – 01.09.1916)[4] [5]

## Insygnia

### Sztandar
Gieorgiewski sztandar pułkowy z napisem: „Za zasługi w 1814 przeciw Francuzom i za Sewastopol w latach 1854 i 1855” i „1796-1896”, udekorowany Aleksandrowską Wstęgą Jubileuszową z napisem: „1896 rok” i „1796 r. Jekaterynburski Pułk Muszkieterów” .

### Odznaka honorowa
5 maja 1910 została ustanowiona odznaka honorowa pułku. Odznakę stanowił biały krzyż maltański ze złotym ukoronowanym monogramem Pawła I, otoczony czerwoną lub niebieską wstęgą z napisem Екатеринбургский мушкетерский п. (Jekaterynburski Pułk Muszkieterów) oraz złotą gałązką dębową i laurową. Pod krzyżem umieszczony był herb Jekaterynburga i wstęga z datami 1798 i 1898. Odznakę wieńczył złoty monogram cesarza Mikołaja II z koroną .

## Upamiętnienie

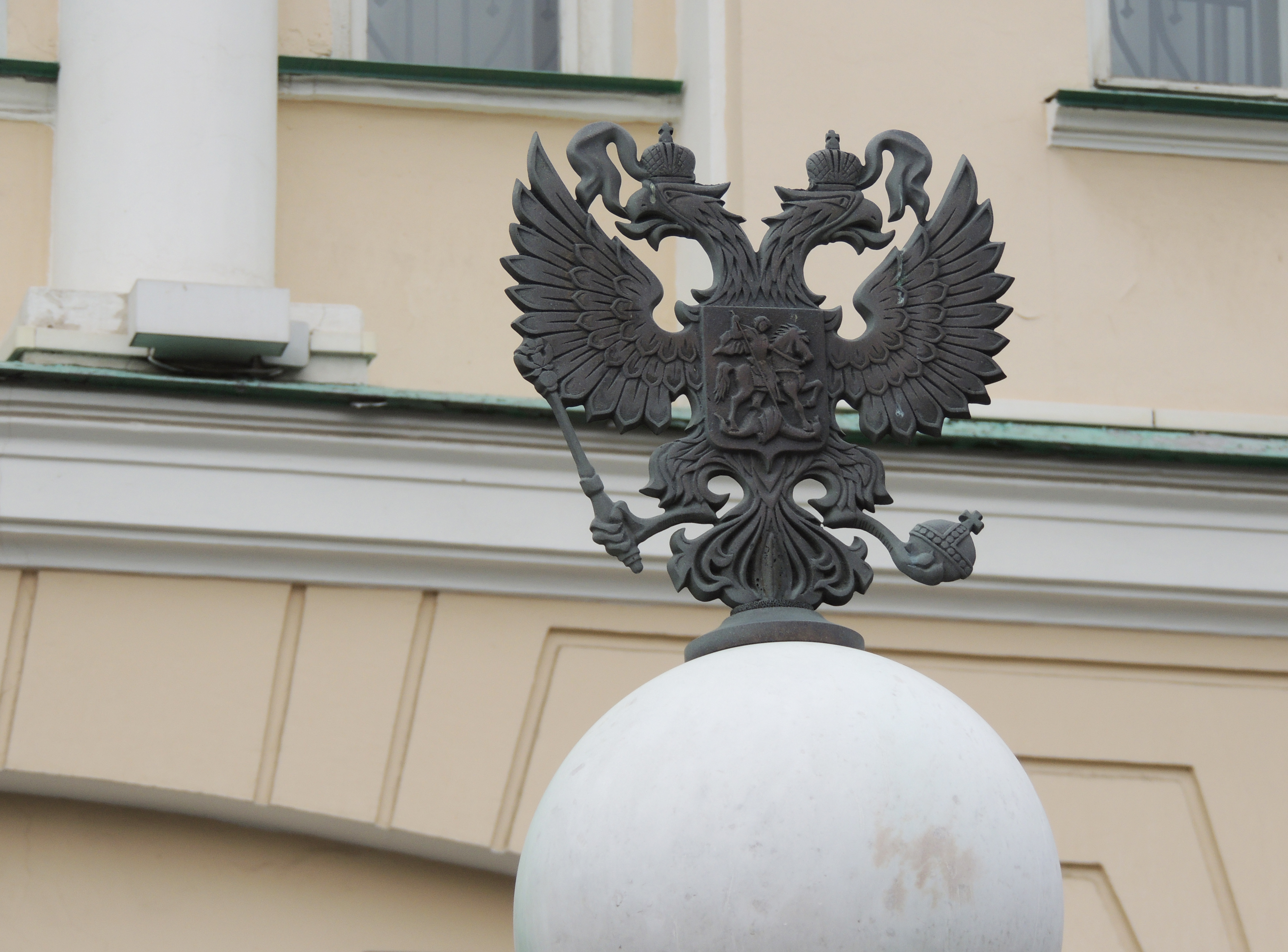
Zwieńczenie pomnika pułku w Jekaterynburgu odsłoniętego w 2006

- W Łodzi nowo wyznaczoną ulicę podczas budowy koszar i cerkwi św. Aleksego nazwano na cześć pułku ulicą Ekaterynburską,
- W 1859 w Jekaterynburgu przy soborze św. Katarzyny, w miejscu, gdzie podczas stacjonowania w mieście pułku stał ołtarz polowy, został odsłonięty pomnik. Wykonany był z białego marmuru z tablicą z napisem: (ros) На сем месте находился престол полотняной церкви Екатеринбургского мушкетерского полка, квартировавшего в городе Екатеринбурге с 1798 г. по 1 июля 1807 г. Памятник поставлен усердием прихожан в 1859 г. вместо кирпичного, пришедшего в ветхость. Pomnik został zniszczony w 1930 podczas burzenia soboru[12] .
- W 2006 w Jekaterynburgu na miejscu starego pomnika, istniejącego przed Muzeum Historii Obróbki Kamienia i Jubilerstwa, został odsłonięty nowy pomnik poświęcony pułkowi.
- W 1912 w 100. rocznicę bitwy pod Borodino został ufundowany pomnik 23 Dywizji Piechoty, na którym znajduje się tablica upamiętniająca Jekaterynburski Pułk Piechoty[13] .